# Graham Everest
Graham Robert Everest (14 décembre 1957 à Southwick, West Sussex - 30 juillet 2010) est un mathématicien britannique travaillant sur la dynamique arithmétique et les équations récursives en théorie des nombres.

## Biographie
Everest étudie au Bedford College (aujourd'hui Royal Holloway College) de l'Université de Londres où il obtient un doctorat en 1983 sous la direction de Colin J. Bushnell du King's College de Londres (The distribution of normal integral generators in tame extensions of Q.). Il rejoint la faculté de l'Université d'East Anglia en 1983 en tant que chargé de cours et passe ses études carrière là-bas.
Il est ordonné prêtre dans l'Église d'Angleterre en 2006. Il est décédé d'un cancer de la prostate le 30 juillet 2010,.
En 1983, il devient membre de la London Mathematical Society. En 2012, il reçoit le Prix Halmos-Ford conjointement avec Thomas Ward (en) pour leurs travaux sur les équations diophantiennes.

## Publications
- Avec Thomas Ward : Introduction à la théorie des nombres, Springer-Verlag 2005[5].
- Avec Alf van der Poorten, Thomas Ward et Igor Shparlinski : Recurrence sequences, American Mathematical Society 2003[6].
- Avec Thomas Ward : Heights of polynomials and entropy in algebric dynamics, Springer Verlag 1999[7].